# Zard
Zard (jap. ザード) – japońska grupa muzyczna powstała w 1991 roku. Grała muzykę z pogranicza pop-rocka. Są jedną z  grup muzycznych z największą liczbą sprzedanych albumów w Japonii. 

## Wybrana dyskografia

### Albumy studyjne
Wydane w latach 1991–2007
- 1991: Good-bye My Loneliness
- 1991: Mō sagasanai (jap. もう探さない)
- 1992: Hold Me
- 1993: Yureru omoi (jap. 揺れる想い)
- 1994: Oh My Love
- 1995: Forever You (jap. フォーエヴァー・ユー)
- 1996: Today Is Another Day
- 1999: Eien (jap. 永遠)
- 2001: Toki no tsubasa (jap. 時間(とき)の翼)
- 2004: Tomatteita tokei ga ima ugokidashita (jap. 止まっていた時計が今動き出した)
- 2005: Kimi to no Distance (jap. 君とのDistance)

## Skład
Członkowie:
- Izumi Sakai – wokal
- Fumito Machida – gitara
- Hiroyasu Hoshi – gitara basowa
- Kimitaka Ikezawa – keyboard
- Kōsuke Mishikura – instrumenty perkusyjne